# Berufsschulzentrum August von Parseval Bitterfeld-Wolfen
Das Berufsschulzentrum August von Parseval Bitterfeld-Wolfen ist eine berufsbildende Schule im Landkreis Anhalt-Bitterfeld.

## Lage
Das Berufsschulzentrum befindet sich im westlichen Teil des Ortsteiles Bitterfeld der Stadt Bitterfeld-Wolfen an der Kreuzung Zörbiger Straße und Parsevalstraße. In die Gesamtarchitektonik des Standortes gehört auch der Kulturpalast Bitterfeld, bekannt geworden durch den Bitterfelder Weg.

## Geschichte
Das Berufsschulzentrum ist eng verwoben mit der Geschichte des Chemiestandortes Bitterfeld. Das heutige Haus E war bis zum Jahr 1990 das Gebäude der Betriebsberufsschule (BBS) des VEB Chemisches Kombinat Bitterfeld (CKB). Dieses Gebäude wurde im Jahr 1968 seiner damaligen Bestimmung übergeben.
Neben der BBS des VEB CKB gab es im Stadtgebiet von Bitterfeld weitere Berufsschulen.
Im Mai 1991 sind einige Ausbildungsrichtungen der Berufstheoretischen Abteilung der Betriebsberufsschule Rudi Arndt VEB Filmfabrik Wolfen in die nunmehr umbenannte "Berufliche Schule für Technik und Wirtschaft" eingegliedert worden. Andere wechselten in die ehemaligen Berufsschulen in Bitterfeld, die später dann als Haus 2, Haus 3 und Haus 4 in der BbS 1 des Landkreises Bitterfeld weitergeführt worden sind. Diese Standorte waren über das ganze Stadtgebiet von Bitterfeld verteilt. Es entstand daher die Idee die einzelnen Häuser an einem Standort zu konzentrieren.
In einem 1996 durchgeführten europaweiten Architektenwettbewerb für ein Berufsschulzentrum unter Einbeziehung des damaligen Hauses 1 (des heutigen Hauses E) wurde der Entwurf des Architekten Scholl mit dem 1. Preis prämiert. Die Grundsteinlegung fand im Jahr 1997 statt, die Hochbauarbeiten begannen im Jahr 1998.
Im Jahr 2000 wurden die bis dahin auf dem Stadtgebiet von Bitterfeld verteilten vier Standorte der damaligen Berufsbildenden Schulen des Landkreises Bitterfeld im Berufsschulzentrum zusammengeführt. Anlässlich einer Festveranstaltung zur feierlichen Schlüsselübergabe an den Schulleiter wurde das Berufsschulzentrum nach dem Luftschiff-Pionier August von Parseval benannt. 
Diese Benennung soll für eine Schule in vielfältiger Tradition erinnern an:
- den Chemiestandort Bitterfeld,
- den Bau von Parseval-Luftschiffen auf der Luftschiffwerft in Bitterfeld,
- die Bereitstellung des Auftriebsgases Wasserstoff aus den Chlorproduktionsbetrieben der  Elektrochemischen Werke Bitterfeld und
- die Gestaltung des technischen Fortschritts im Allgemeinen.

## Architektur
Das Berufsschulzentrum ist als sogenanntes Niedrigenergiehaus ausgelegt.